# Reinhartshofen
Reinhartshofen ist ein Gemeindeteil von Großaitingen im Landkreis Augsburg im bayerischen Regierungsbezirk Schwaben.

## Lage
An das südlich von Augsburg liegende Kirchdorf grenzt im Norden Hardt (ebenfalls ein Ortsteil Großaitingens), im Süden Guggenberg, im Westen der Eggerhof und im Osten Großaitingen. Reinhartshofen liegt am östlichen Rand des Naturparks Augsburg-Westliche Wälder.

## Geschichte
Die ehemalige Gemeinde Reinhartshofen bestand am 1. Juli 1973 aus den Gemeindeteilen Eggerhof, Hardt, Laiber, Reinhartshofen, Rieger und Zirken.
Die Exklave Todtenschläule wurde bereits zum 1. Januar 1967 nach Siegertshofen (heute Markt Fischach) umgemeindet. 
Bei der Auflösung der Gemeinde Reinhartshofen am 1. Mai 1978 kamen Eggerhof, Hardt und Reinhartshofen zu Großaitingen und die Gemeindeteile Laiber, Rieger und Zirken zur Gemeinde Mickhausen.

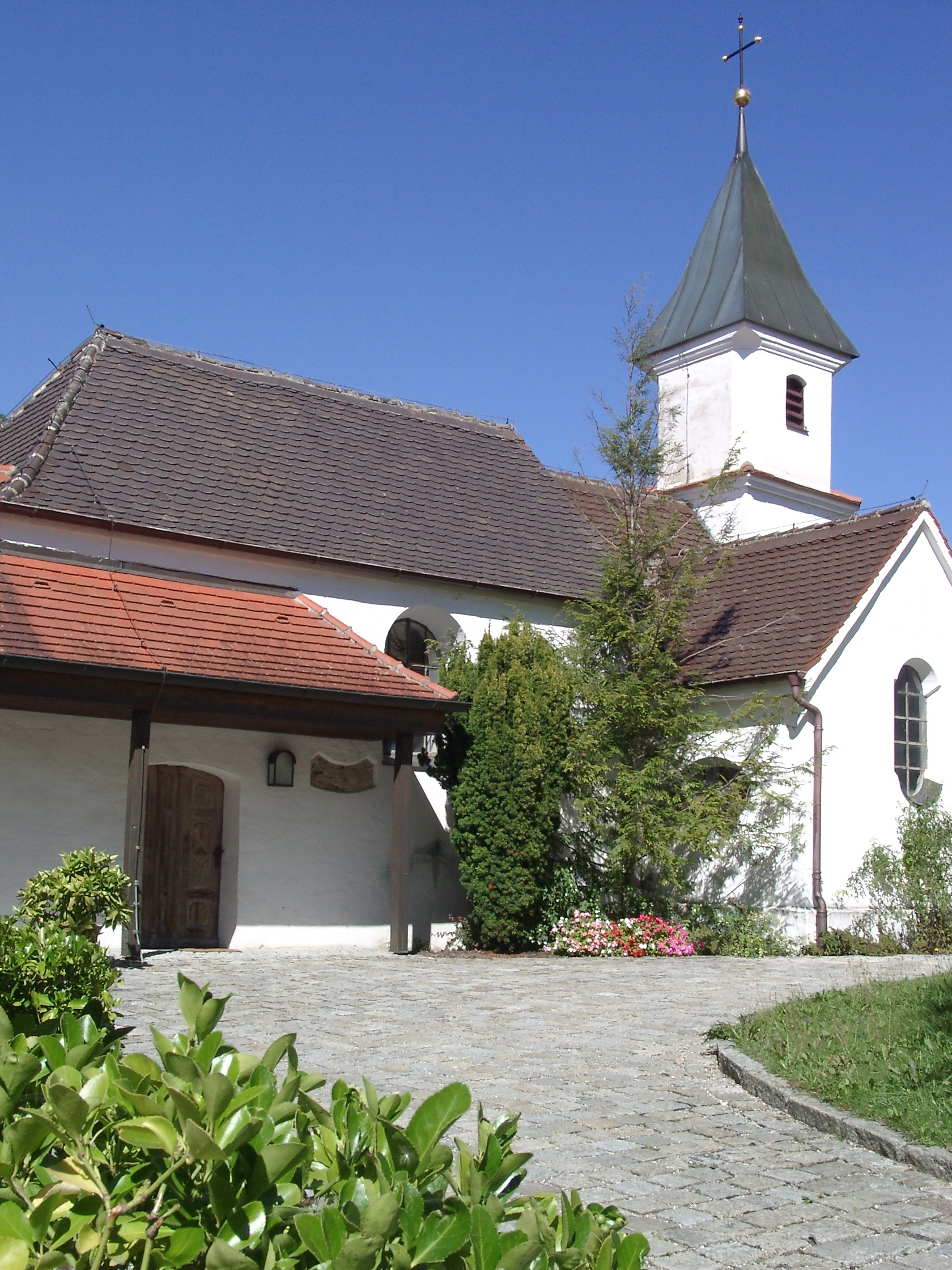
Die alte katholische Kirche St. Jakob in Reinhartshofen (fotografiert 2003)

## Tourismus
Durch Reinhartshofen führt die Ostroute des Bayerisch-Schwäbischen Jakobuswegs von Oettingen über Augsburg nach Lindau am Bodensee. Sehenswert ist die Kirche St. Jakob, die auf einem Hügel im Dorf steht.
Es gibt weitere Rad- und Wanderwege, welche durch und um den Ort führen.
Das von Hügellandschaften mit Wäldern, Wiesen, Äckern sowie den Weihern Richtung Hardt und dem Anhauser Bach geprägte, anschauliche Dorf liegt am Rande des Naherholungsgebietes Stauden.

## Wappen
Blasonierung: In Schwarz ein rotbewehrter goldener Greif, der ein goldenes Kleeblattkreuz trägt